# Цветянка
Цветянка (укр. Цвітянка) — село на Украине, находится в Пулинском районе Житомирской области.
Код КОАТУУ — 1825482604. Население по переписи 2001 года составляет 72 человека. Почтовый индекс — 12035. Телефонный код — 4131. Занимает площадь 0,774 км².

## Адрес местного совета
12031, Житомирская область, Пулинский р-н, с. Курное, ул. Центральная, 10